# J. Russell Tuten
James Russell Tuten, född 23 juli 1911 i Appling County i Georgia, död 16 augusti 1968 i Falls Church i Virginia, var en amerikansk demokratisk politiker. Han var ledamot av USA:s representanthus 1963–1967.
Tuten studerade vid South Georgia State College och Georgia Southern College. Han var verksam som jordbrukare, lärare, murare och affärsman. Han var borgmästare i Brunswick 1958 och 1962. År 1963 efterträdde han Iris Faircloth Blitch som kongressledamot och efterträddes 1967 av W.S. Stuckey.
Tuten avled 1968 och gravsattes på Palmetto Cemetery i Brunswick i Georgia.